# 영국령 감비아
영국령 감비아(Gambia Colony and Protectorate)는 서아프리카 해안에 있던 나라였고 대영제국의 지배를 받았다. 영국령 감비아는 영국령 서아프리카에 포함되어 있었다. 영국령 감비아는 현재의 모리타니, 세네갈, 프랑스령 수단(현재의 말리), 프랑스령 기니, 코트디부아르, 오트볼타(현재의 부르키나파소, 다호메이(현재의 베냉), 니제르로 구성된 지역인 프랑스령 서아프리카와 국경을 맞대고 있었다. 1783년에 세워졌고 1965년에 해체되었다.

영국령 감비아의 국기 (1889~1965)

## 역사
15세기 당시 포르투갈이 일부를 지배했다. 이후 네덜란드, 영국, 프랑스의 무역 회사들이 이 지역을 통치하려 잦은 충돌을 일으켰다. 1588년 영국의 한 상인에 의해 영국의 영향권에 들어간 영국령 감비아는 1783년, 프랑스 왕국와 대영 제국의 감비아 지역을 둔 분쟁 뒤 공식적으로 영국의 식민지가 되었다. 1889년에는 프랑스령 서아프리카와 영국령 감비아는 현재 국경을 국경으로 정하였다. 제 2차 세계대전 당시 영국의 식민지 측 연합국이였다. 이후 1954년 9월, 영국령 감비아는 독립적인 헌법을 만들고 1965년 영국으로부터 독립하였다. 영토는 현재의 감비아와 같다. 

## 인구
1964년 기준으로 인구는 약 39.6만명이였다. 인구증가율은 당시 2.1%의 연간 변동률이였다.

## 경제
영국령 감비아는 당시 여러 아프리카 나라들처럼 농업으로 발달하였고 주 생산제품은 땅콩, 물고기와 자동차 등이 있다.

## 정부
1901년 즈음, 식민지 정부가 갖춰지기 시작했다. 1963년 10월, 영국령 서아프리카의 구성 식민지가 아닌 내부 자치권을 부여받았다.

## 화폐
1964년 10월 5일 영국에게서의 독립 전까지 영국령 서아프리카 파운드를 사용했다.

## 같이 보기
- 영국령 서아프리카
- 감비아의 역사